# Anaspis luteobrunnea
Anaspis luteobrunnea es una especie de coleóptero de la familia Scraptiidae.

## Distribución geográfica
Habita en Grecia.